# Hải quân Việt Nam hành khúc
Hải quân Việt Nam hành khúc là 1 ca khúc do nhạc sĩ Văn Cao sáng tác khoảng năm 1945, lúc quân chủng này còn chưa được thành lập tại Việt Nam. Sau này bài hát được Hải quân Nhân dân Việt Nam sử dụng và gia đình nhạc sĩ Văn Cao thừa nhận ca khúc này là viết cho Hải quân Nhân dân Việt Nam vì nó được viết khi nhạc sĩ tham gia Việt Minh.

## Lời bài hát
| Lời 1: Toán chiến sĩ hải quân ra khơi hôm nay Bờ nước Nam gió khơi nồng máu say Ra đi không vương thê nhi Miền Bắc núi tuyết rét mướt Quen vui trong cơn phân ly Sống trên ngàn trùng sóng Thân phơi trên Nam Băng Dương Nước xanh hồn Thái Bình Dương Xa khơi sóng vang dạt dào Mênh mông sóng va thân tàu Nghe âm u ù ù Át tiếng máy rầm rầm Quân ca theo trầm trầm, tàu nhấp nhô Mờ mờ xa mây mù Dần dần xa mây mù Đi không quên bến bờ chờ Ra đi trùng dương bát ngát Ngày về tổ quốc ghi công | Lời 2: Hướng tới ánh hải đăng soi trong đêm sương Đoàn chúng ta chí tang bồng bốn phương Thi gan trong cơn phong ba Tàu thét khói lướt gió tiến Khi trăng trên boong in phơi Giấc mơ người ngàn ngàn bến Xông pha chung quên đau thương Với gia đình lớn Trùng Dương | Lời 3: Quyết chiến thắng thủy binh ngăn quân xâm lăng Hồn Yết Kiêu, máu sông Đằng nhớ chăng ? Say men năm châu tha phương Đời khát máu, khát gió mới Tay tung bao thây yêu thương Xuống chôn vùi mồ cá ! Hy sinh sao nêu cao gương Nước Nam miền Thái Bình Dương |